# Manuel Herreros

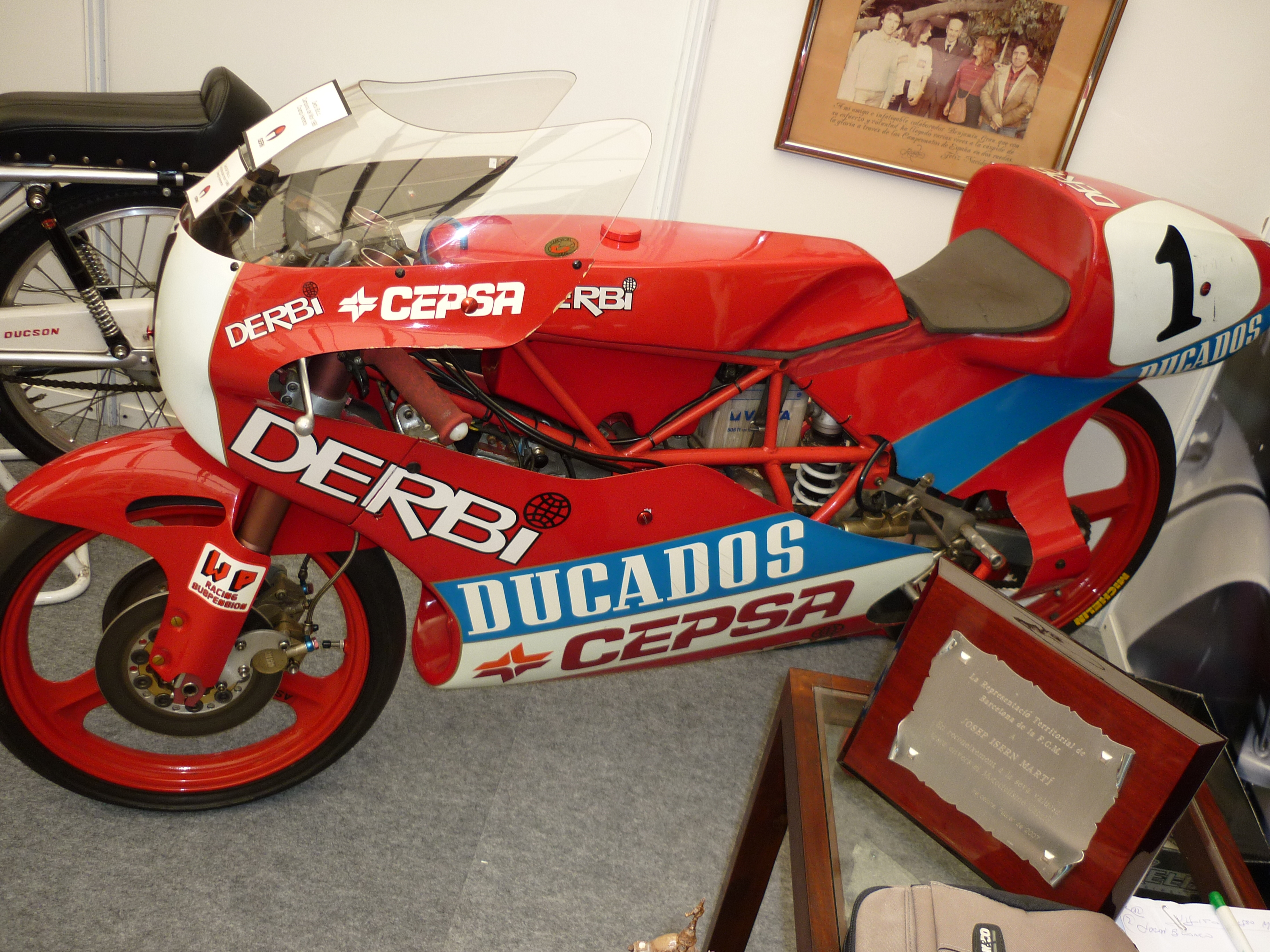
Herreros' 80-cm³-Derbi der Saison 1988

Manuel „Champi“ Herreros (* 20. April 1963 in Villarrobledo) ist ein ehemaliger spanischer Motorradrennfahrer. Sein größter Erfolg ist der Gewinn der 80-cm³-Weltmeisterschaft in der Saison 1989 und wurde damit „ewiger Weltmeister“ dieser Klasse, da diese nach der Saison 1989 abgeschafft wurde.

## Karriere
Herreros bestritt zwischen 1984 und 1991 insgesamt 62 Rennen in der Motorrad-Weltmeisterschaft und gewann 1989 den Titel in der 80-cm³-Klasse, ohne in dieser Saison ein Rennen gewonnen zu haben. Herreros konnte 1986 beim GP von Deutschland und 1987 beim GP von San Marino jeweils einen Sieg in der 80er-Klasse einfahren. Seinen einzigen Podestplatz in der 125-cm³-Klasse gelang ihm 1988 beim GP der Nationen in Imola.

## Statistik

### Erfolge
- 1987 – Spanischer 80-cm³-Meister auf Derbi
- 1989 – 80-cm³-Weltmeister auf Derbi
- 2 Grand-Prix-Siege

### In der Motorrad-Weltmeisterschaft
| Podiumsplätze:     | Podiumsplätze:     | 22 |
| Polepositions:     | Polepositions:     | -  |
| schnellste Runden: | schnellste Runden: | -  |
| GP-Starts:         | 80 cm³:            | 33 |
| GP-Starts:         | 125 cm³:           | 16 |

| Jahr | Klasse | WM-Platz | Team  | Siege       |
| ---- | ------ | -------- | ----- | ----------- |
| 1985 | 80 cm³ | 4.       | Derbi |             |
| 1986 | 80 cm³ | 2.       | Derbi | Deutschland |
| 1987 | 80 cm³ | 2.       | Derbi | San Marino  |
| 1988 | 80 cm³ | 4.       | Derbi |             |
| 1989 | 80 cm³ | 1.       | Derbi |             |